# Marvin Hatley
Thomas Marvin Hatley (Reed, 3 aprile 1905 – Hollywood, 23 agosto 1986) è stato un compositore e direttore d'orchestra statunitense.

## Biografia
Conosciuto per il suo lavoro per gli Hal Roach Studios dal 1929 al 1940, Hatley scrisse molti dei motivi musicali che apparivano nei film delle Simpatiche canaglie, di Stanlio e Ollio e di Charley Chase. La sua composizione più conosciuta rimane la Dance of the Cuckoos, divenuta la colonna sonora di molti dei film della coppia Stanlio e Ollio.
Il suo lavoro nei film I fanciulli del West e Venti anni dopo gli valse nel 1937 una candidatura per la migliore colonna sonora. Nel 1939 Hatley fu licenziato dagli studi della Roach, tuttavia, su insistenza dello stesso Stan Laurel, tornò alla Roach nel 1940 per comporre la colonna sonora di C'era una volta un piccolo naviglio. Successivamente Hatley intraprese la carriera di pianista. Morì il 23 agosto 1986 a Hollywood, in California.

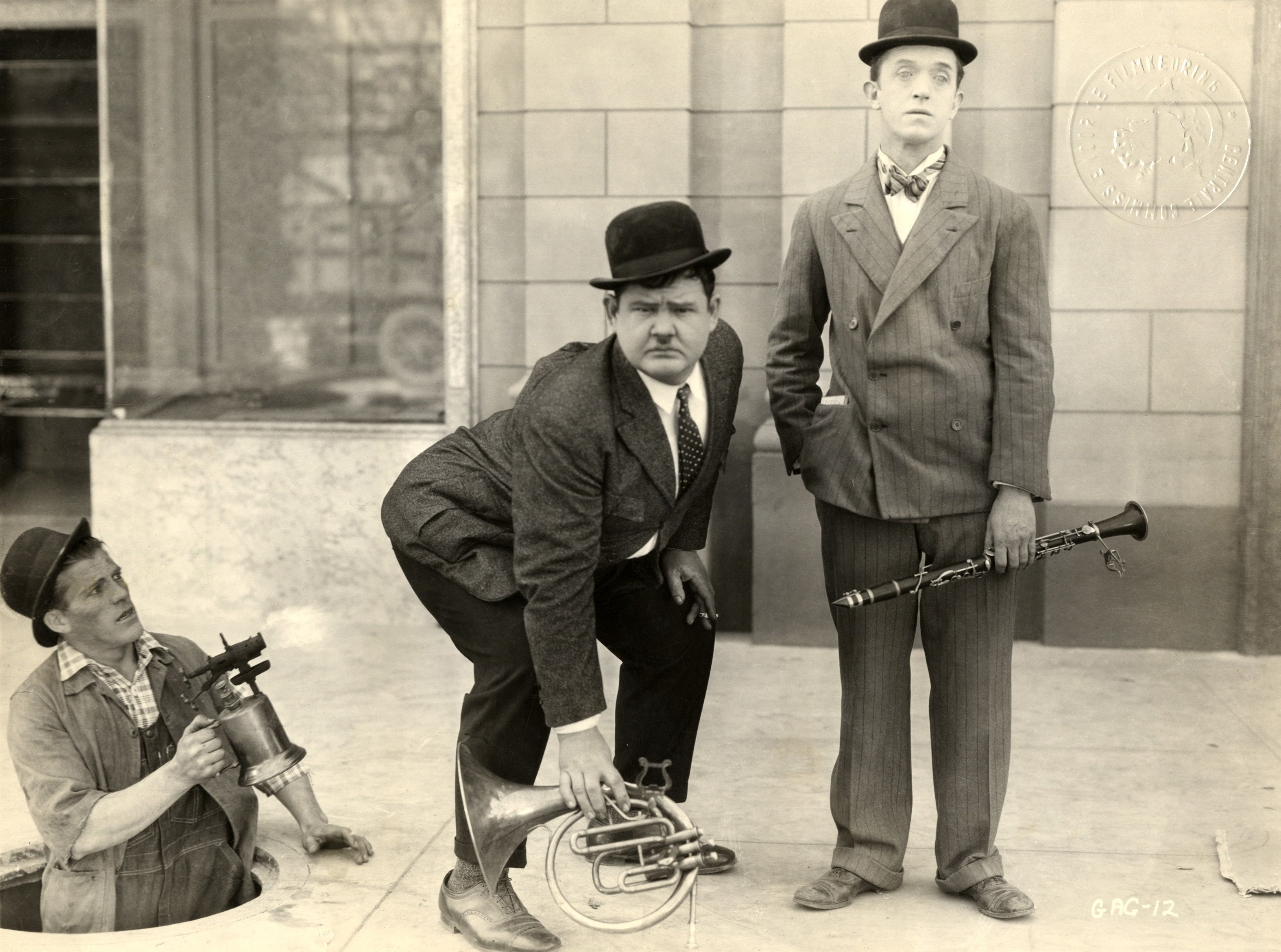
La coppia comica Laurel & Hardy

## Filmografia
- I due ladroni (Night owls), regia di James Parrott (1930), primo cortometraggio sonoro di Laurel  e Hardy ad aver utilizzato la sigla di apertura di Marvin Hatley.
- La sbornia (Blotto), regia di James Parrott (1930)
- I monelli (Brats), regia  di James Parrott (1930)
- Muraglie (Pardon us), regia  di James  Parrott (1931)
- Il compagno B (Pack up your troubles), regia di George Marshall e Raymond McCarey (1932)
- La scala musicale (The music box), regia di James Parrott (1932)
- I figli del deserto (Sons of the desert), regia di William A. Seiter (1933)
- Allegri gemelli (Our relations), regia di Harry Lachmann (1936)
- Bored of Education, regia di Gordon Douglas (1936)
- Gioia di vivere (Merrily We Live), regia di Norman Z. McLeod (1938)
- Avventura a Vallechiara o Noi e... la gonna (Swiss Miss), regia di John G. Blystone, Hal Roach (1938)
- C'era una volta un piccolo naviglio(Saps at sea), regia di Gordon Douglas (1940)